# 塔博羅夫斯基峰
71°48′S 11°35′E / 71.800°S 11.583°E
塔博羅夫斯基峰（英語：Taborovskiy Peak）是南極洲的山峰，位於東部南極洲的毛德皇后地，屬於洪堡山脈中別捷赫京山脈的一部分，海拔高度2,895米，在1938至1939年由德國探險隊發現。